# Administración de Seguridad del Estado
El Servicio de Seguridad del Estado (SDB o SDS), más comúnmente conocida por su nombre original Administración de Seguridad del Estado (UDBA o UDSA), fue la policía secreta de la República Federal Socialista de Yugoslavia.
Aunque la UDBA no alcanzó la fama de otras agencias de seguridad de la Europa oriental, si se hizo conocida por ser responsable de numerosas ejecuciones de enemigos del Estado yugoslavo. Muchas de sus víctimas fueron antiguos militantes fascistas de la Ustaše croata, como Ante Pavelić y Vjekoslav Luburić o el disidente croata Bruno Bušić.

## Historia
Creada como sucesora del Departamento de Seguridad Nacional (Odjeljenje za zaštitu naroda, OZNA), su primer director fue Aleksandar Ranković, que también ejerció como Ministro del Interior (1946-1953). Después de la renuncia de Ranković en 1966, las actividades de la UDBA se vieron considerablemente relajadas. No obstante, en el exterior continuó con las ejecuciones de enemigos del Estado Yugoslavo o antiguos colaboracionistas de los nazis durante la Segunda Guerra Mundial; uno de los asesinatos más conocidos fue el del antiguo ustacha Vjekoslav Luburić, antiguo dirigente de los campos de concentración croatas durante la contienda y que se había refugiado en la España franquista.
La UDBA también mantuvo contactos con otros organismos de seguridad del Bloque del Este, a pesar de no pertenecer al Pacto de Varsovia .
Con la disolución de Yugoslavia, se reestructuró y continuó existiendo bajo el nombre de "Servicio de Seguridad del Estado", aunque solo continuaría operando en los territorios controlados por Serbia. En la actualidad sus funciones en Serbia son ejercidas por la Bezbednosno Informativna Agencija (BIA).